# Четвертинне вимирання
За часів четвертинного періоду відбулося вимирання великої кількості видів мегафауни, особливо на межі  плейстоцену та голоцену. Проте, масове вимирання видів не припинилося і на кінець плейстоцену, а продовжувалося, особливо на ізольованих островах, так зване голоценове вимирання. Серед основних причин вимирання палеонтологи припускають природну зміну клімату та знищення людьми-мисливцями, які з'явилися в середньому плейстоцені та мігрували до багатьох регіонів світу в пізньому плейстоцені і голоцені. Також розглядається гіпотеза хижацтва другого порядку, що приділяє більше уваги непрямому збитку, а знищенню представниками роду Homo, хижаків першого порядку. Розглядається також гіпотеза епідемій.

## Вимирання плейстоцену або льодовикового періоду
Вимирання пізнього плейстоцену заторкнуло багато ссавців вагою понад 40 кг.
- У Північній Америці вимерло близько 33 з 45 родів великих ссавців.
- У Південній Америці 46 з 58
- В Австралії 15 з 16
- В Європі 7 з 23
- У Субсахарській Африці тільки 2 з 44

Існують три основні гіпотези вимирання плейстоцену:
- Вимирання відбулось через зміни клімату, пов'язані з наступом і відступом льодовикових шапок або льодовикових щитів.
- Тварини були винищені людиною[1].
- Вимирання мамонта (з будь-якої причині, можливо, знищення людьми) змінили великі луки на березові ліси, а наступні лісові пожежі потім змінили клімат[2] [3]

### Африка і Азія
Тропіки Старого світу майже не зазнали плейстоценового вимирання. Африка і Азія є єдиними регіонами, що мають наразі наземних ссавців вагою понад 1000 кг. Тим не менш, під час раннього, середнього і пізнього плейстоцену деякі великі форми тварин зникли з цих регіонів, не будучи замінені видами-нащадками. В Південно-східній Азії, найімовірніше, причиною вимирання були зміни клімату

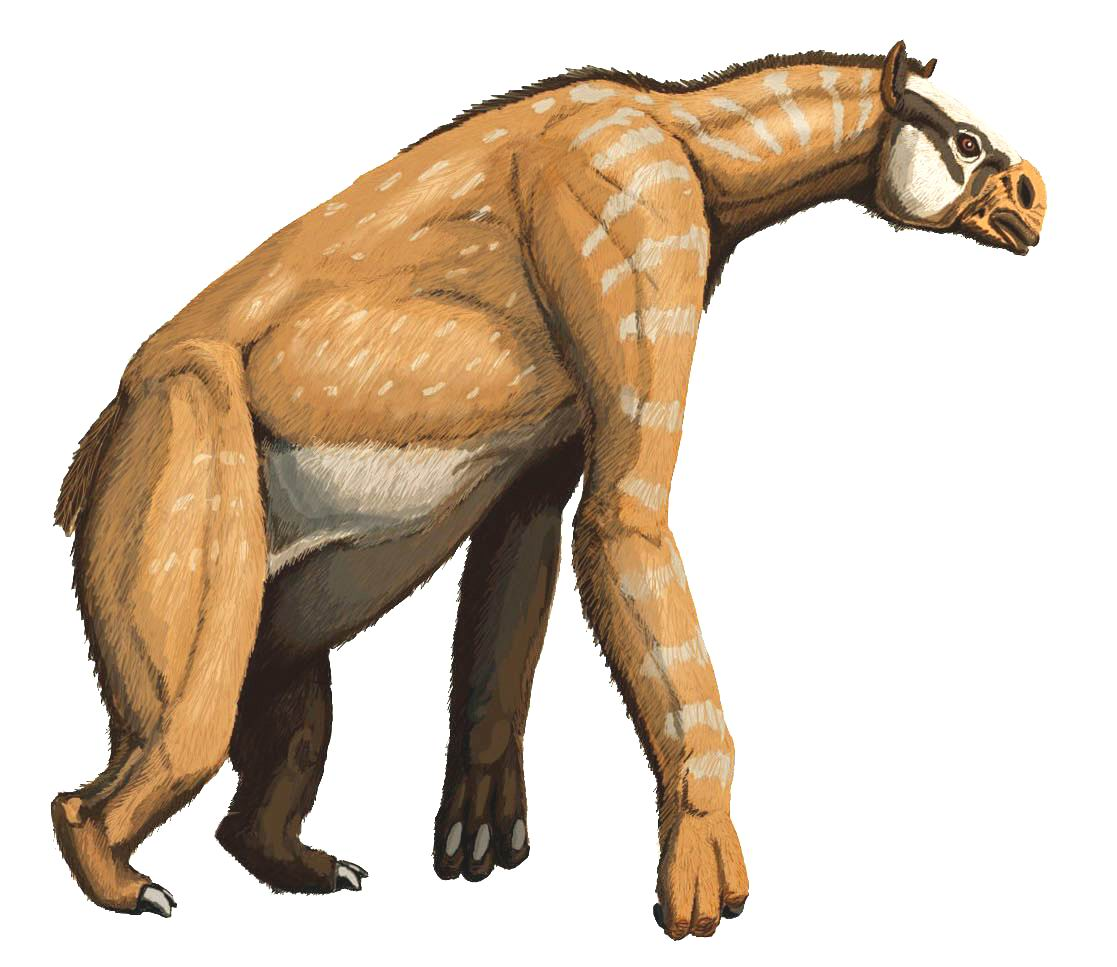
Anisodon grande ранній плейстоцен

Великі тварини, що зникли в Африці або Азії в ранньому, середньому і пізньому плейстоцені:
- Жирафи , (в тому числі Sivatherium та Giraffa jumae; Giraffa вимерли в Азії у середньому плейстоцені)[5]
- Paracamelus
- Camelus moreli
- Soergelia
- Damalops
- Parmularius
- Різноманітні Gazella (на кшталт Gazella psolea)
- Makapania
- Duboisia santeng
- Bos acutifrons
- Мегафаунний вовк
- Кілька видів бородавочників, на кшталт Metridiochoerus
- Chalicotheres
- Deinotherium, Anancus і Mammuthus subplanifrons — родичі слона
- Hippopotamus gorgops (велетенський бегемот )
- Хибні шаблезубі кішки, на кшталт Dinofelis
- Велетенський хижий ведмідь Agriotherium
- Шаблезубі кішки — Megantereon і Homotherium
- Велетенський тапір Megatapirus
- Велетенська мавпа Gigantopithecus
- Велетенська гієна Pachycrocuta

Великі тварини, що зникли в деяких частинах Африки та Азії в пізньому плейстоцені:
- Велетенський буйвіл (Pelorovis)
- Велетенський бубал (Megalotragus)
- Elephas recki (різновид слона)
- Loxodonta adaurora (різновид африканського слона)

### Австралія і Нова Гвінея

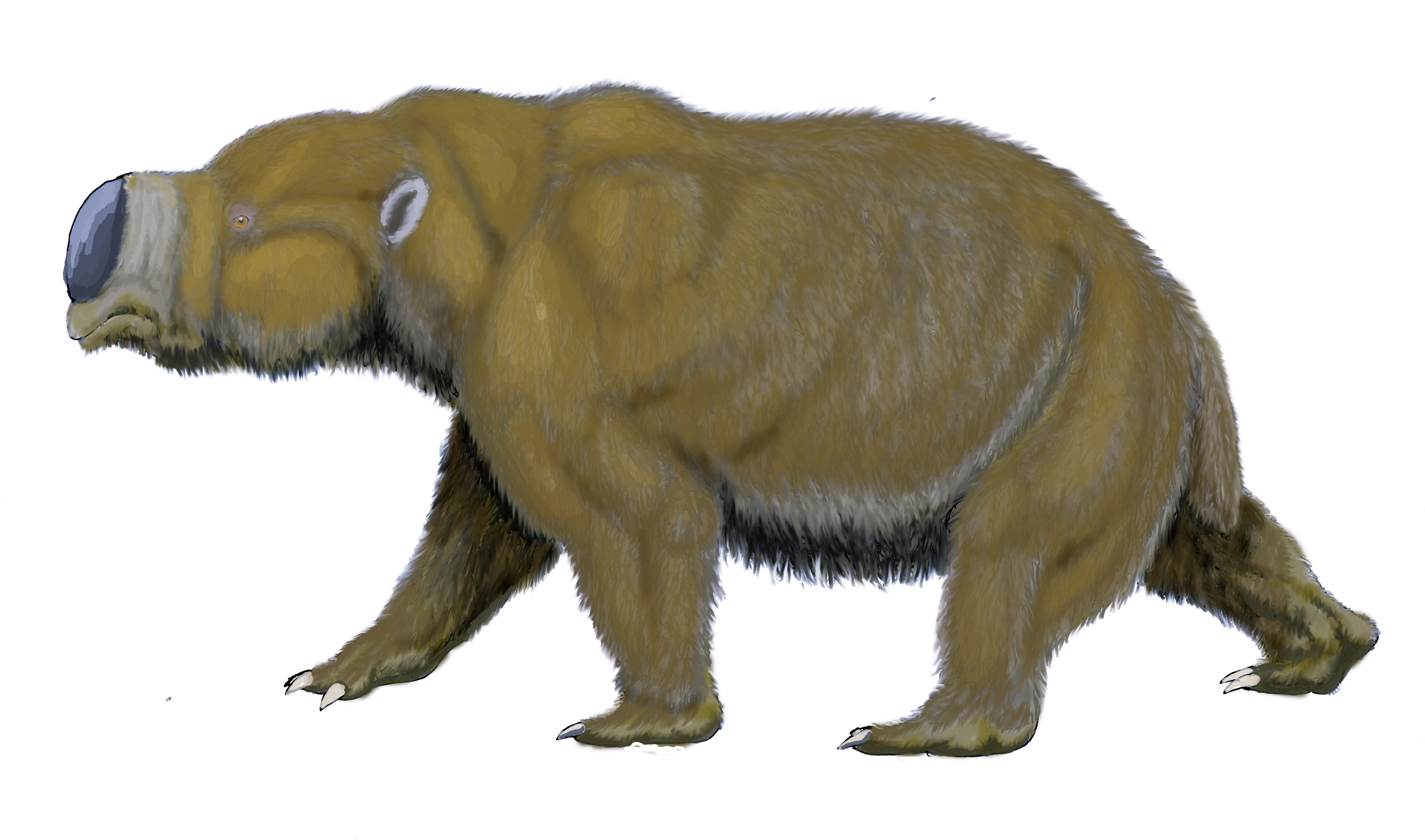
Дипротодон вимерлий близько 50 тисяч років тому.

Раптова хвиля вимирань відбулася раніше, ніж у Північній і Південній Америці. Більшість доказів вказує на період, безпосередньо після заселення континенту людиною - вважається трохи менш 5000 років після цієї події. Австралійські види, що вимерли: 
- Diprotodon (велетенський родич вомбата)
- Zygomaturus ("сумчастий носоріг")
- Hulitherium (великий сумчастий травоїдний)
- Phascolonus (велетенський вомбат)
- Palorchestes azael  ( сумчастий "тапір")
- Macropus titan  (велетенський  кенгуру·)
- Procoptodon goliah
- Sthenurus (велетенський  кенгуру)
- Simosthenurus (велетенський  кенгуру)
- Protemnodon (велетенський  кенгуру)
- Propleopus oscillans (всеїдний кенгуру)
- Wonambi  ( п'яти - шести метрова австралійська змія)
- Thylacoleo carnifex (сумчастий хижак розміром з левицю)
- Varanus priscus (або Megalania prisca)  (велетенський варан )
- Dromornithidae (Вся родина велетенських птахів. Хоча мали розміри ему, насправді були більше пов'язані з качками та іншими водоплавними птахами )

Деякі зниклі види мегафауни , на кшталт Діпротодонів, могли бути джерелами древніх криптозоологічних легенд.

### Північна Євразія
(80,000–4,000 років тому)

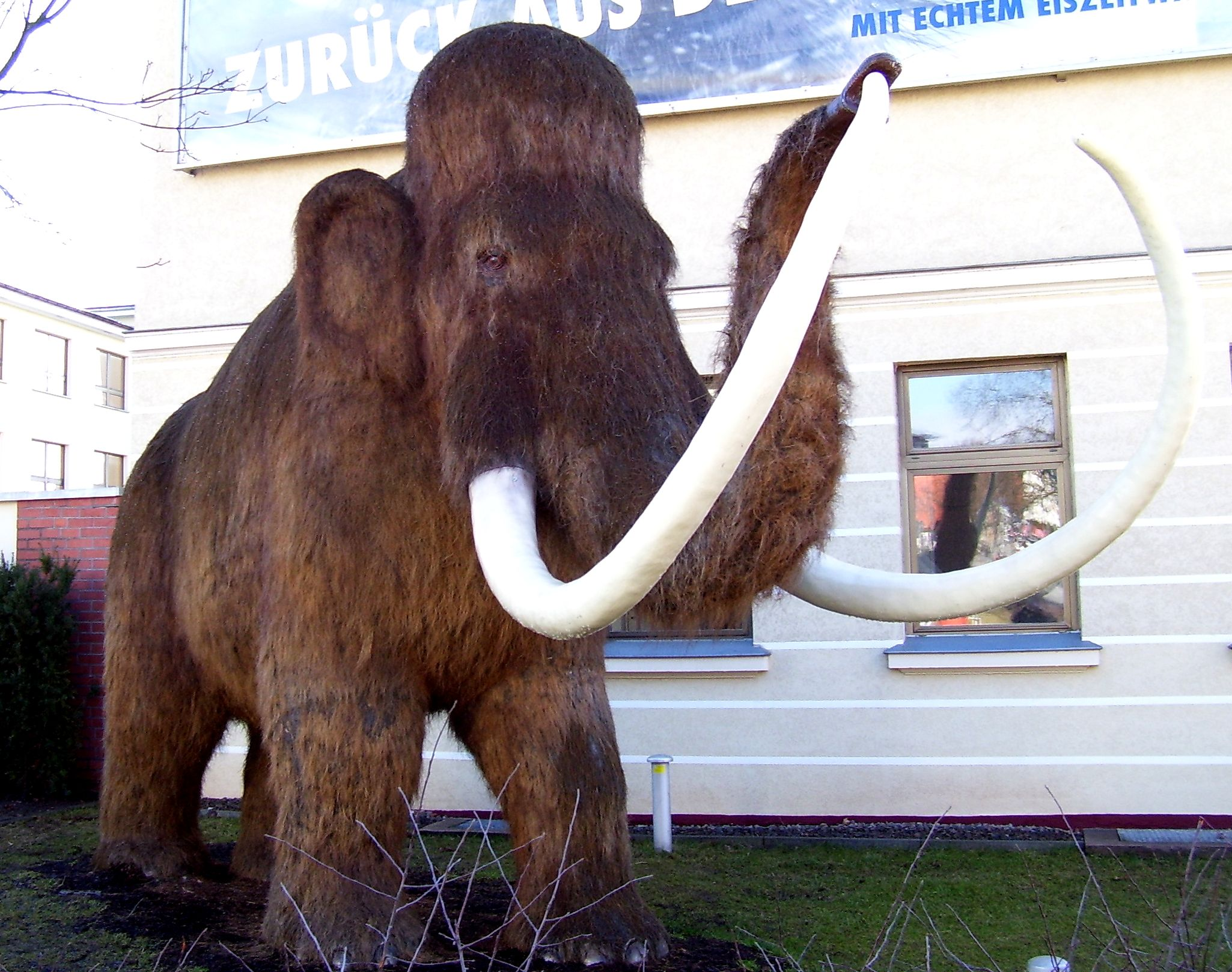
Більшість шерстистих мамонтів вимерли 12 тисяч років тому, але маленькі популяції на острові Врангеля та острові Святого Павла прожили ще доволі довго.

- Шерстистий мамонт (Mammuthus primigenius)
- Шерстистий носоріг  (Coelodonta antiquitatis)
- Ірландський лось (Megaloceros giganteus)
- Homotherium
- Велетенський білий ведмідь (Ursus maritimus tyrannus)
- Печерний лев (Panthera leo spelaea)
- Печерний ведмідь (Ursus spelaeus)
- Печерна гієна (Crocuta crocuta spelaea)
- Степовий зубр (Bison priscus)
- Слонові (Palaeoloxodon)
- Elasmotherium (Elasmotherium sibiricum )
- Stephanorhinus kirchbergensis
- Етруський ведмідь (Ursus etruscus), предок печерного і бурого ведмедя, дожили до 11 000 років тому вздовж узбережжя Середземного моря.
- Неандертальці, збереглися близько до 24 000 років тому на Піренейському півострові.[6]

### Північна Америка
За останні 60 000 років, у тому числі в кінці останнього льодовикового періоду, приблизно 33 роди великих ссавців вимерли в Північній Америці. З них вимирання 15 родів може бути надійно віднесено до короткого інтервалу 9,500 — 8 000 радіовуглецевих років до нашої ери, незабаром після прибуття людей Кловіс в Північну Америку. Більшість інших вимирань погано обмежені в часі, хоча деякі напевно відбулися за межами цього вузького інтервалу На противагу цьому, тільки приблизно півдюжини дрібних ссавців зникли за цей час. Попередні північноамериканські імпульси вимирання сталися наприкінці заледеніння, але не з таким екологічним дисбалансом між великими і дрібними ссавцями. (Більше того, попередні імпульси вимирання було можна порівняти з четвертинним вимиранням; Вимерлі види з попередніх вимирань були замінені відповідно більш пристосованими видами, а голоценове вимирання призвело до того, що багато екологічних ніш залишилися незайнятими ) У мегафауні вимирання зазнали дванадцять родів травоїдних (H), і п'ять великих хижаків ( C). Види вимерлі:
- Американські коні (Equus, Від трьох до п'яти видів) (H)
- Юконський дикий осел (Equus lambei) (H)
- Tapirus californicus та Tapirus merriami) (H)
- Tapirus veroensis  (H)
- Західний верблюд (Camelops hesternus) (H)
- Північно-американська лама (Hemiauchenia)(H)
- Оленеві (Cervidae, два роди) (H)
- Вилоріг (Antilocapridae, два роди) (H)
- Cervalces scotti (H)
- Euceratherium collinum та Bootherium bombifrons (наразі в живих лишилися лише Ovibos moschatus) (H)
- (Bison antiquus) (H)
- Bison latifrons (H)
- Castoroides, два види (H)
- Saiga tatarica (H)
- Teratorns (C)
- Neochoerus pinckneyi (H)
- Eremotherium та Nothrotheriops(H)
- Megalonyx(H)
- Paramylodon (H)
- Glyptodontidae (H)
- Pampatheriidae (H)
- Arctodus simus (більший за сьогоденного Ursus arctos) (C)
- Ведмідь флоридський печерний (Tremarctos floridanus) (C)
- Smilodon (C)
- Homotherium serum (C)
- Велетенський білий ведмідь (Ursus maritimus tyrannus (C)
- Американський лев (Panthera leo atrox, більший за сьогоденного африканського лева) (C)
- Американський гепард (Miracinonyx, проте не є справжнім гепардом) (C)
- Жахливий вовк (Canis dirus) (C)
- Mammuthus, декілька видів (H)
- Американський мастодонт (Mammut americanum) (H)
- Platygonus (H)

### Південна Америка
Південна Америка була ізольована, як острівний континент, протягом багатьох мільйонів років, і тому мала широкий спектр ссавців-ендемиків, хоча багато з них вимерло під час Великого міжамериканського обміну близько 3 мільйонів років тому. Родини, що пережили обмін: велетенські лінивці, гліптодонти, Pampatheriidae і Notoungulata; всі з них, крім Notoungulata мали експансію до Північної Америки. У плейстоцені, Південна Америка практично не зазнала зледеніння, окрім гірського заледеніння в Андах (Патагонський льодовиковий щит), мегафауна майже не зазнала втрат. На початку голоцену, вся мегафауна вимерла. Їх дрібні родичі залишилися, в тому числі Vermilingua, Folivora, Dasypodidae; Сумчасті Нового світу: Didelphimorphia, Paucituberculata, і Dromiciops (насправді більше пов'язані з австралійськими сумчастими). Сьогодні найбільшими наземними ссавцями, що залишилися в Південній Америці є дикі лами: гуанако і вікуньї та їх одомашнені аналоги лама і альпака. Інші відомі виживші педставники мегафауни:  тапіри, нанду, ягуари, удави, анаконди, каймани, і велетенські гризуни на кшталт капібари. Зникли:
- Smilodon fatalis та populator
- Arctotherium
- Велетенські лінивці — три родини
- Гліптодонти
- Pampatheriidae
- Hippidion
- Коні (Equus)
- Toxodon
- Macrauchenia
- Cuvieronius
- Stegomastodon

## Пізніші вимирання

### Середземноморські острови
- Карликові бегемоти Кіпру (Phanourios minutus), Криту (Hippopotamus creutzburgi), Мальти (Hippopotamus melitensis) і Сицилії (Hippopotamus pentlandi)
- Козел балеарський (Myotragus balearicus) Майорка і Менорка
- Карликові слони Кіпру (Elephas кіпріоти), Сицилія, Мальта (E. falconeri) та багатьох інших островів
- Велетенський лебідь (Cygnus falconeri) Мальти
- Велетенська соні: Hypnomys mahonensis, Hypnomys morphaeus
- Prolagus sardus Сардинії і Корсики

### Макаронезійські острови

#### Нова Зеландія
З 1500 нашої ери кілька видів вимерли після колонізації полінезійцями островів, в тому числі:
- Моа, велетенські нелітаючі безкілеві птахи, десять видів
- Орел Хааста в (Harpagornis moorei)
- Aptornis, велетенські нелітаючі хижі птахи, два види
- Chenonetta finschi

#### Тихий океан, включаючи Гаваї
Нещодавні дослідження, на основі археологічних та палеонтологічних розкопок на 70 різних островах, показали, що численні види вимерли в той час, як люди рухалися через Тихий океан, починаючи 30,000 років тому з архіпелагу Бісмарка і Соломонових Островів  (Steadman & Martin 2003). Наразі припускається, що 2000 видів птахів Тихого океану вимерли з приходом людей  (Steadman 1995). Деякі вимерлі види:
- Моа-нало, велетенські гавайські качки
- Нене-Нуї
- Sylviornis, великий куроподібний птах Нової Каледонії
- Mekosuchinae крокодили Нової Каледонії, Фіджі і Самоа
- Meiolania черепахи Лорд-Хау та Нової Каледонії

#### Мадагаскар
За останні 1500 років від прибуття австронезійців на острів була майже повністю знищена мегафауна острову, в тому числі:
- Вісім або більше видів епіорнісових
- 17 видів субфоссильних лемурів, у тому числі:
  - Велетенський ай-ай (Daubentonia robusta)
  - Palaeopropithecidae
  - Pachylemur
  - Archaeolemuridae
  - Megaladapis
- Велетенська черепаха
- Малагасійські бегемоти, три види
- Plesiorycteropus
- Велетенська Фосса
- Орел малагасійський вінценосний (Stephanoaetus mahery)

#### Острови Індійського океану
Останні 500 років, вимерло кілька видів на островах від людської діяльності, у тому числі:
- Кілька видів гігантської черепахи на Сейшельських островах і Маскаренських островах
- Багато видів птахів на Маскаренських островах, у тому числі додо, Pezophaps solitaria та Threskiornis solitarius.

#### Кариби
- Heptaxodontidae
- Geocapromys columbianus
- Brotomys